# Nevěsta husitská
Nevěsta husitská (hráno též pod názvem Husitská nevěsta) je opera – autor ji označuje jako velkou romantickou zpěvohru s baletem v 5 jednáních – českého skladatele Karla Šebora z roku 1868 na původně německé libreto německého spisovatele Eduarda Rüffera. Premiéru měla v pražském Novoměstském divadle (letní scéně Prozatímního divadla) dne 27. září 1868.

## Vznik a historie díla
Karel Šebor začal na své třetí opeře pracovat bezprostředně po uvedení Drahomíry. Již v Templářích na Moravě a Drahomíře tíhnul Šebor ke vzoru francouzské velké opery a německý spisovatel a dramatik působící v Praze Eduard Rüffer mu poskytl libreto (psané v němčině) v plném velkooperním formátu: pět jednání, místo pro rozsáhlé sbory (i dvojité) a balet. Na hlavní vzor, Meyerbeerovy Hugenoty, poukazuje i námět milostného vztahu na pozadí náboženského boje, řada postav Nevěsty husitské má v Hugenotech přímé ekvivalenty (Jaroslav = Raoul de Nangis, Růžena = Valentine, Dalibor = Marcel, Radimský = Saint-Bris), i citace husitského chorálu Ktož jsú boží bojovníci (vůbec první využití tohoto nápěvu v moderní hudbě) odpovídá obdobné citaci protestantského chorálu Ein feste Burg ist unser Gott v Hugenotech. Jsou však zjevné i vlivy verdiovské opery a zčásti i novější wagnerovské proudy — jedna z kritik v souvislosti s Nevěstou husitskou poznamenala, že Šebor má „v srdci napůl Meyerbeera, napůl Wagnera“. Šebor napsal hudbu k opeře na německé libreto, které až později neznámý překladatel přeložil do metricky odpovídající češtiny. Z postav, jejichž party jsou vesměs nadprůměrně pěvecky náročné, skladatel nejlépe vystihl hlavní milenecký pár Jaroslava a Růženy i postavu cikánky, méně zdařile pak hlavní ideové odpůrce Radimského a Dalibora. Šebor napsal objemnou partituru ve velmi krátkém čase a pražské Prozatímní divadlo ji rovněž rychle uvedlo, a to již v září roku 1868 na scéně Novoměstského divadla, které poskytovalo pro nutnou velkooperní výpravu více prostoru než vlastní stísněné Prozatímní divadlo.

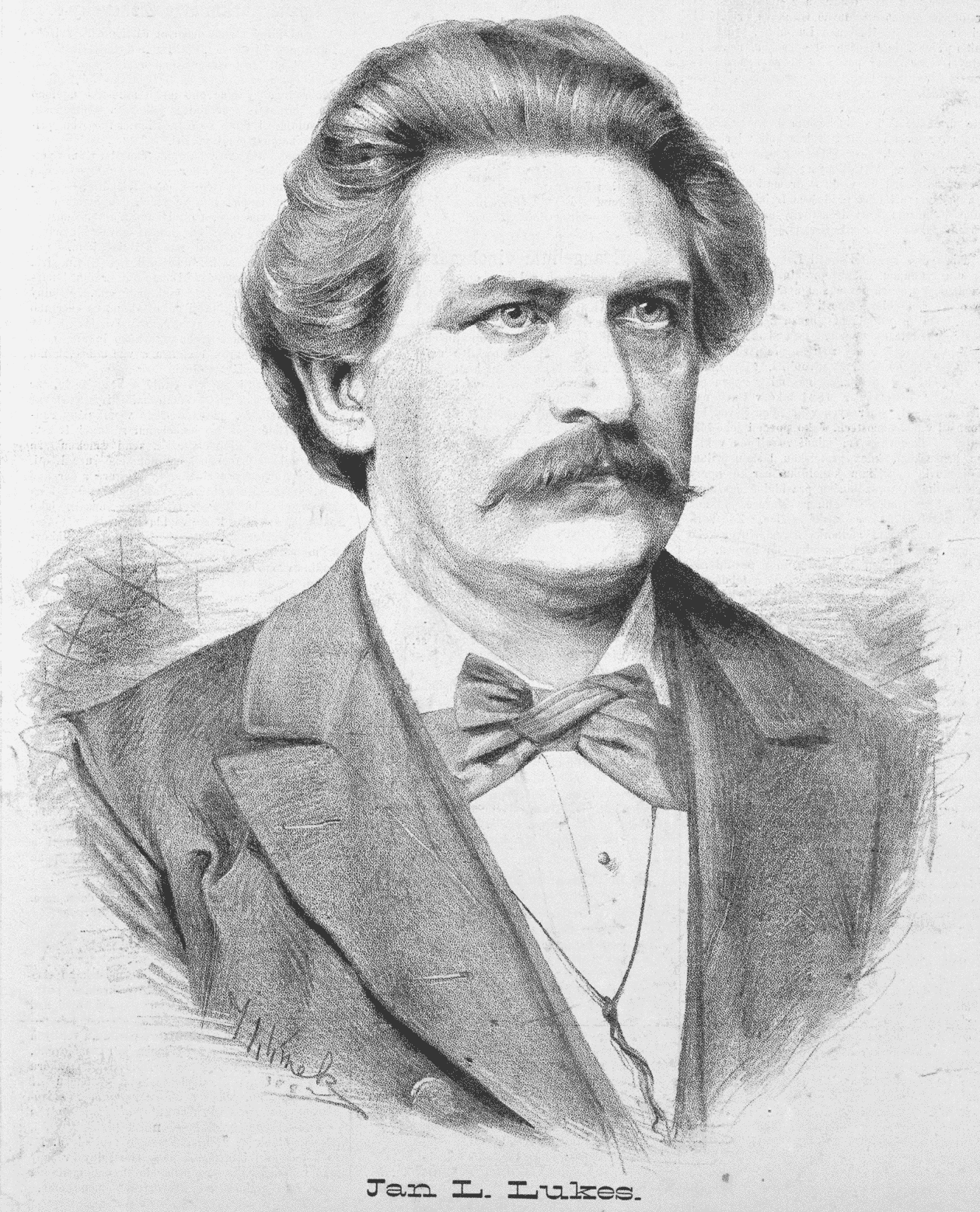
Jan Ludvík (Ludevít) Lukes (1882), první představitel Jaroslava v Nevěstě husitské

Po předchozím úspěchu Templářů na Moravě a Drahomíry patřil Šebor přes své mládí k nejnadějnějším a nejuznávanějším českým hudebníkům, v roce 1868 navíc obdržel 1. cenu za kantátu ke slavnosti položení základního kamene Národního divadla. Proto vyvolávalo jeho nové dílo již před uvedením očekávání, „že dostane se hudbymilovnému obecenstvu opět neobyčejně efektuplného uměleckého požitku“ (Národní noviny). A skutečně, při prvním uvedení zaznamenala opera bouřlivý úspěch, skladatel „byl hned při vstupu od obecenstva hlučně uvítán a po každém jednání volán a vyznamenán třemi skvostnými věnci“. Přes značné nároky partitury bylo provedení velmi zdařilé a dokazovalo vzrůstající úroveň první české profesionální scény.

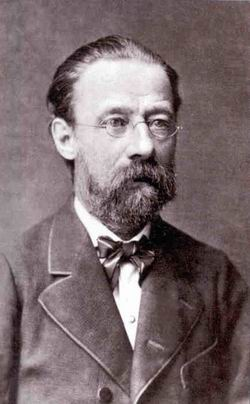
Bedřich Smetana, v době premiéry Nevěsta husitské první kapelník Prozatímního divadla

Bedřich Smetana, jehož Dalibor nedlouho před premiérou Šeborovy opery propadl, si do svého deníku poznamenal: „Od Šebora nově provozovaná opera: Husitská nevěsta je nadmíru lehkomyslná práce; vzdor její nicoty byl komponista po každém aktu volán — špatné znamení vkusu obecenstva.“ Kritik Národních novin Jan Ludevít Procházka se vyjadřoval mírněji, avšak s řadou výhrad: uznával „bohaté nadání skladatelovo a zručnost jeho operistickou“, vytýkal mu však „neutvrzenost v zásadách uměleckých“ a „snahu […] lesknouti se a obdiv u velkého obecenstva sobě získati“. Jiný známý hudební kritik a Smetanův příznivec Otakar Hostinský však našel v opeře řadu kladů: oproti předchozím dvěma Šeborovým operám byla Nevěsta husitská hudebnědramaticky ucelenější, jednotlivá čísla byla spojena v kompaktní scény, Hostinský zejména chválil „věrné a dojímavé líčení citů a dramatických situací vůbec“. I jiné kritiky hovořily o „hojnosti, ba nadbytku dramatické síly“ jako nejcharakterističtější kvalitě Šeborovy hudby; naproti tomu melodická stránka trpěla nedostatkem originality — podle Procházky „dílo jest […] přeplněno melodiemi a přec mu schází takových, které z hluboké duše jsou čerpány“. Hudebním těžištěm opery byly sbory a balety; méně výrazné byly intimnější části, ač podle kritiky skladatel „lyrickými momenty ovšem také neskoupí a vymačká naivní libreto až na poslední krůpěj šťávy“, a ansámbly „jsou skoro kopie vlašských finalů“. Z jednotlivých čísel kritika chválila například dvojzpěvy Jaroslava a Růženy v 1. a 3. dějství, scény s cikánkou v 1 a 3. dějství nebo duet Radimského a Růženy ve 4. dějství. Výtky odborníků směřovaly mimo jiné na časté používání nedoprovázeného zpěvu a vedení zpěvních a orchestrálních hlasů v unisonu, což sice cíleně navozovalo archaizující atmosféru a zaručovalo „národní ráz“ spatřovaný v písňové zpěvnosti, na druhé straně to však vedlo k jisté chudobě hudebního výrazu. I samotné Šeborovo pojetí slavné husitské doby nalézalo mezi kritiky odpůrce. Při druhém nastudování (1873), kdy již nebyl brán ohled na skladatele působícího nyní v cizině, Národní listy psaly: „Nechceme více rozepisovati se o tom, jak nečeským, namnoze naivním duchem pojal skladatel nejsvětější a zároveň nejbohatýrštější dobu našich dějin vlasteneckých, do jakého cizorodého roucha vtěsnal toho velikánského ducha husitského, českou zpěvohrou — není a nebude nikdy „Husitská nevěsta“.“
Nevěsta husitská se stala Šeborovým nejúspěšnějším dílem a dosud mladý skladatel se ocitl na vrcholu své popularity. První kapelník Prozatímního divadla Bedřich Smetana ji uváděl i po autorově roztržce s vedením divadla a jeho odchodu z Prahy (1870). Po prvním nastudování byla inscenace obnovena v roce 1872 k benefici zpěváka Karla Čecha a opětovně nastudována k 20. září 1873. Jako jediná z pěti Šeborových oper přešla i do repertoáru Národního divadla a ve čtvrtstoletí po svém vzniku (do roku 1894) byla hrána 43krát, což bylo na domácí operu velmi vysoké číslo. Šebor o její osudy neztratil zájem ani poté, co roku 1870 odešel z Prahy a přerušil většinu styků s českým divadlem. V 70. letech provedl v naději na uvedení díla ve Vídni některé úpravy směřující k potlačení možného výkladu námětu ve smyslu českoněmeckého sporu. Další úpravy provedl pro první nastudování v novém Národním divadle v roce 1884; při té příležitosti bylo vydáno i původní německé libreto v úpravě T. Falleraua. Bylo plánováno i její uvedení na známém zájezdu Národního divadla na divadelní festival do Vídně roku 1892, ale po neúspěchu Dvořákova Dimitrije vedení divadla z programu obě další vážné opery (vedle Nevěsty husitské také Bendlovu Lejlu) vyřadilo ve prospěch úspěšné Prodané nevěsty.

## Osoby a první obsazení
| osoba                                                                             | hlasový obor | premiéra (27.9.1868)       |
| --------------------------------------------------------------------------------- | ------------ | -------------------------- |
| Radimský, rytíř katolický                                                         | bas          | Josef Paleček              |
| Růženka, jeho dcera                                                               | soprán       | Věkoslava Blažková-Ressová |
| Jaroslav                                                                          | tenor        | Jan Ludvík Lukes           |
| Dalibor, vůdce oddělení husitův                                                   | baryton      | Josef Lev                  |
| Mladá cikánka                                                                     | mezzosoprán  | Ema Maislerová             |
| Vojín (zbrojnoš Radimského)                                                       | tenor        | Josef Kysela               |
| Husitské děvče                                                                    | soprán       | Josefina Nedělová          |
| První kněz husitský                                                               | tenor        | Antonín Balcar             |
| Druhý kněz husitský                                                               | tenor        | Vojtěch Šebesta            |
| Třetí kněz husitský                                                               | tenor        | Josef Čapek                |
| Čtvrtý kněz husitský                                                              | tenor        | Petr Doubravský            |
| Táborité, katolíci, kněží táboritští, panošové, hradní panny, ženy, dívky         |              |                            |
| Dirigent: Karel Šebor, režie: František Karel Kolár, choreografie: Marie Hentzová |              |                            |

## Děj opery
Opera se odehrává v Čechách před bitvou u Lipan.

### 1. dějství
(Krajina lesní) Osamocen v lese leží husita Jaroslav, raněný v bitvě s papeženci. Nejprve vzpomíná na právě přestálou bitvu, krásná příroda v něm však vzbudí klidnější myšlenky, na mír, odpuštění a lásku (árie Ha, byl to tuhý boj… Zde krásně jest, zde věčně chtěl bych dlíti). Nalézá ho husitský oddíl vedený Daliborem. Jaroslav se mu prokáže jako kališník a sděluje nepříznivé zprávy: Praha se spikla se šlechtou a Zikmundem, zradila boj za Boží pravdu a nyní táhne na Tábor. Ubohá vlast! (scéna Kalich či meč? s vyprávěním Jaroslava Na víře malí jsou). Vojáci odcházejí s touto zprávou k Prokopovi Velikému, zanechávajíce zraněného Jaroslava na místě.
Zblízka se ozývá dívčí hlas (píseň Halůzky mlada keře čarovný zdobí květ) a brzy vstupuje Růžena. Slituje se nad poraněným cizincem a jeden do druhého se na první pohled zamilují, ačkoli hned zjistí, že jsou odlišní ve víře a jejich láska je tedy hříchem (duet Kdo jest ten cizinec?… Či bdím, či sním?... Pohled toho oka mi život vrací vnadami). Růžena Jaroslavovi nabízí pohostinství na hradě svého otce, rytíře Radimského.
Ten právě přichází s katolickým oddílem. Nalézaje táboritu nedbá na prosby své dcery a hodlá Jaroslava zabít (arioso-duet Již taste zbraň, vyrazte meč). Jaroslav se mu za zpěvu písně Kdož jste Boží bojovníci postaví. Když však na sebe soupeři pozvedají zbraně, přepadne je náhlá slabost a malátnost, již Růžena připisuje přímluvě Panny Marie, a Radimskému se zdá, že poznává Jaroslavův hlas. Nabízí mladému husitovi pohostinství na svém hradě (finále Ať padne!... Co to znamená?... Pravý to zázrak jest).

### 2. dějství

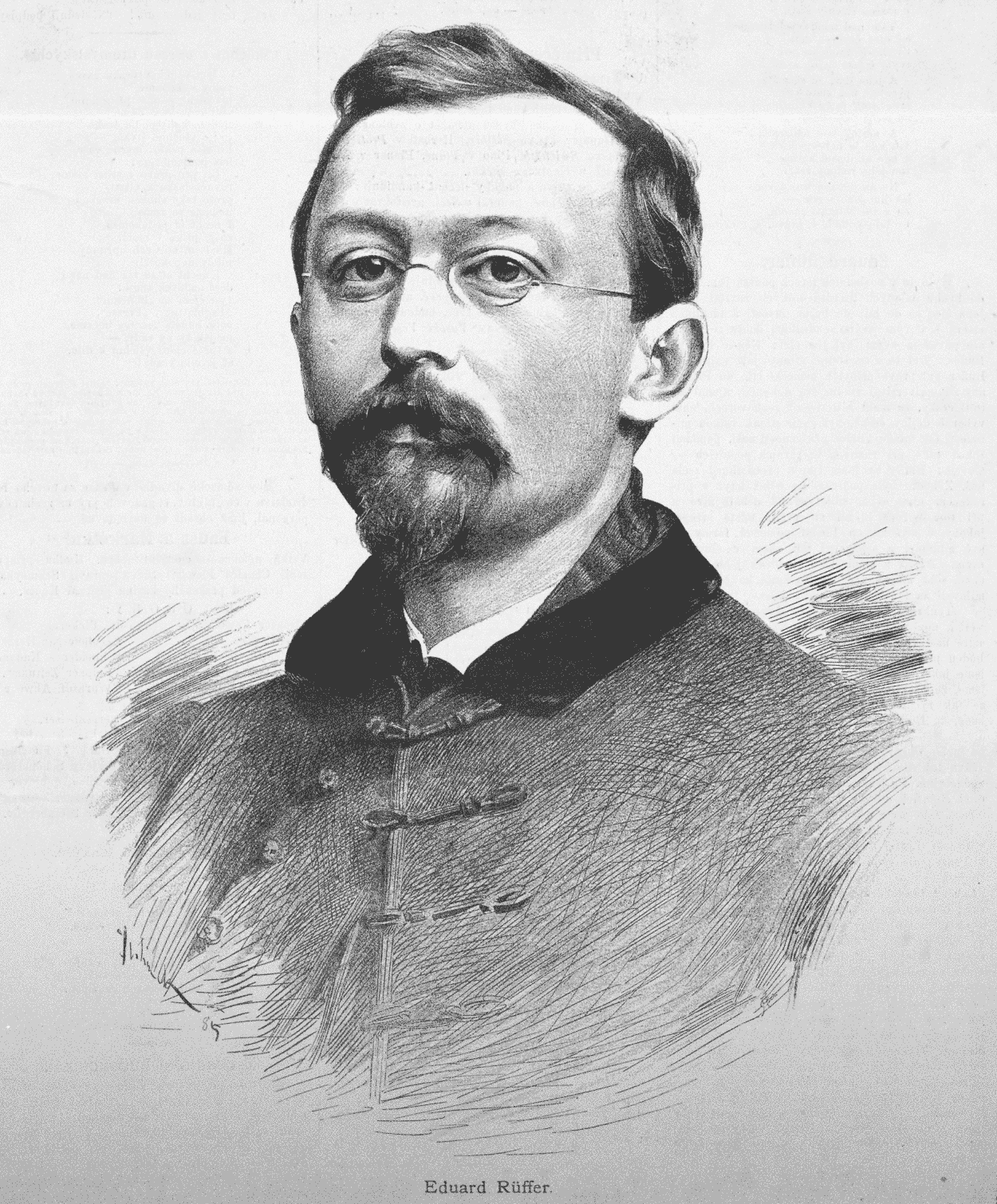
Libretista Eduard Rüffer. Rytina Jana Vilímka z roku 1885.

(Husitský tábor) Husité i jejich ženy popíjejí a prozpěvují bojovou píseň (sbor vojáků Hurá! časně za svítání píseň naše zní). Zavítá mezi ně i mladá cikánka a lidé se po ní dožadují, aby jim předpověděla osud z ruky (sbor žen Pověz nám, co v lůně hvězd osudem nám psáno jest). Její věštby jsou však příliš pochmurné a neurčité, takže ji husité raději vyzvou ke zpěvu (píseň cikánky Burácí vichr po lesích). Do tábora zavítají adamité a adamitky v divokém tanci. Přeruší je příchod Daliborova oddílu, jenž válečníkům zvěstuje špatnou novinu o pražském tažení proti Táboru. Všichni se připravují k boji (finále se zpěvem Dalibora a sboru Umlkni veselosti!... Poslední zápas kyne vám… Ó proč tě Žižka zachoval).

### 3. dějství
(Zámecká zahrada romantické polohy) Růžena se prochází krásnou zahradou Radimského hradu a nachází v ní spícího Jaroslava. Ač má obavy, je do mladíka, který ze spánku volá její jméno, zamilována. A i Jaroslav, když se probudí, jí přísahá lásku. Růžena mu nevěří; teď ji nazývá hvězdou svého života, ale brzy ji snad opustí a ve válečné vřavě na ni zapomene (Růženina árie Mír vzduchem dýše, klid po vůkolí a duet Růženo! Ne, ne, to nebyl sen). Jaroslav jí však dává jako zástavu prsten, který kdysi zanechal jeho matce nepoznaný otec, když ji opustil. Matka mu jej odkázala pod přísahou, že on nikdy neopustí svou budoucí vyvolenou (balada Hle, ten klenot zlatý dal nevěrný rytíř matce mé). Růžena uvěří, zástavu přijímá a slibuje stát se husitskou nevěstou.
Když oba odejdou, vkrádá se na hrad ostražitě mladá cikánka. Ukázala husitskému vojsku, které se vydalo osvobodit domněle zajatého Jaroslava, tajný přístup. Hradní panošové ji zadrží jako zvěda a nevěří jejím výmluvám. Povolí jí ale zazpívat píseň, jejímž halekavým refrénem cikánka upozorní a přivolá táborské vojsko (scéna Zde jsem ho viděla, na živě jest a píseň Kukačka v houští seděla). Nato vpadne do hradu Daliborův oddíl a brzy přemůže hradní posádku a zajme rytíře Radimského (scéna boje se sborem Taste meče v tuhé seče).
Jaroslav a Růžena přicházejí se sborem panen z hradu a půtku zastaví. Vysvětlují, že Jaroslav není na hradě vězněm, nýbrž hostem. Oba mladí lidé nabádají ke smíru a ke svornosti. Husité skládají zbraně a jsou ochotni i ve válce ctít pohostinské právo. Uzdraveného Jaroslava ale vyzývají, aby s nimi odtáhl, a ten přes Růženino zapřísahání následuje volání kalicha (finále Co jest, co to? Kdo vpadl sem s ansámblem Skloňte rudý prapor v jase… Nuž vzhůru, příteli, boj kyne všady).

### 4. dějství
(Síň na hradě Radimského) Růžena se bojí o Jaroslava a líbá prsten jako posla lásky (árie Miláčku můj! Ó kdy tě spatřím zas?... Rozmilý můj poklade). Radimský přichází znepokojen, schyluje se k rozhodnému boji. Vida Jaroslavův prsten, vyslechne jeho historii a pak Růženě vypráví, že týž klenot zanechal on sám kdysi své milé: Jaroslav je tedy jeho syn a Růženin nevlastní bratr a dívka proto musí na svou hříšnou lásku zapomenout (scéna Neblahé zprávy nesou poslové s arietou Radimského Nechceš-li na věky věků ztracena být ve světě).
Nejprve přináší cikánka Růženě zprávu, že Jaroslav přichází pro svou snoubenku, a vzápětí se dostaví i sám mladý táborita. Je překvapen Růženinou zdrženlivostí, když mu však dívka vyjeví její příčinu, rozohní se: Radimského vyprávění považuje za pouhou lest, aby by svou katolickou dceru odlákal od husitského ženicha. Totéž opakuje vzápětí rytíři Radimskému tváří v tvář. Růžena v napjatém sporu volí odchod s Jaroslavem. Radimský chce dceru na ochranu její i své cti zabít, ale Jaroslav jej přemůže a Růženu odvádí jako svou nevěstu (finále – tercet Tajemství roucho jsem ti odhalila… Již pojď, o pojď, nevěsto má).

### 5. dějství
(Krajina u Lipan) Schyluje se k bitvě. Táboritští kněží se modlí (sbor Otče náš, slunéčka zář). Dalibor přivádí Jaroslava a Růženu ve svatebním úboru a prostým obřadem je sezdává (árie Věnec, dívko, myrtový tobě na hlavě se skví). Zvuk rohu ohlašuje začátek bitvy: Jaroslav svou choť posílá do bezpečí, ona však se rozhoduje zůstat s ním. Táborští muži a ženy se chystají do boje (sbor Do války, hoj, neste se), Dalibor notuje válečnou píseň (Hejsa, bratři, přátelé, s chutí dál a vesele!... Meče taste za svobodu!), kněží rozdávají večeři Páně pod obojí způsobou a všichni táborité pějí Kdož jste boží bojovníci. Je slyšet, jak probíhá bitva a její ohnisko se blíží k táboru. V boji ustupující Jaroslav a Růžena jsou zraněni a umírají společně na bojišti. S katolickým vojskem přichází Radimský. Želí života svých dětí, ale doufá v lepší budoucnost národa.

## Nahrávky
Celková nahrávka Nevěsty husitské dosud nebyla pořízena. Předehru nahrál Československý rozhlas v Praze roku 1964, 1970 (dir. Vladimír Válek) a 1998 (dir. Ondřej Kukal) a v Plzni roku 1981, milostný duet z počátku 3. jednání Československý rozhlas v Brně roku 1987 (Renée Nachtigallová a Jiří Staněk, Plzeňský rozhlasový orchestr řídí Jiří Malát), avšak ani jedna z těchto nahrávek nebyla vydána.